# Scan Global Logistics
Scan Global Logistics är ett privatägt globalt speditionsbolag med 700 anställda och huvudkontor i Köpenhamn. Koncernen har egna kontor i  18 länder och närvaro på ytterligare 100 marknader genom partners och agenter. Scan Global Logistics tillhandahåller transport-  och logistiklösningar inom flyg, sjö, och väg. 
I Sverige har koncernen kontor i Göteborg, Stockholm, Landskrona, Norrköping och Västervik.

## Historik
Scan Global Logistics är resultatet av en sammanslagning 2007, mellan Mahé (1975) och ScanAm (1988).  I USA finns det ett nära samarbete med TransGroup och i Sverige med Interexpress som Scan Global Logistics Koncernen är delägare i.